# Чумаля
Чумаля́ (рос. Чумаля, башк. Сүмәлә) — присілок у складі Бакалинського району Башкортостану, Росія. Входить до складу Михайловської сільської ради.
Населення — 65 осіб (2010; 71 у 2002).
Національний склад:
- башкири — 72 %